# María Sonia Cristoff

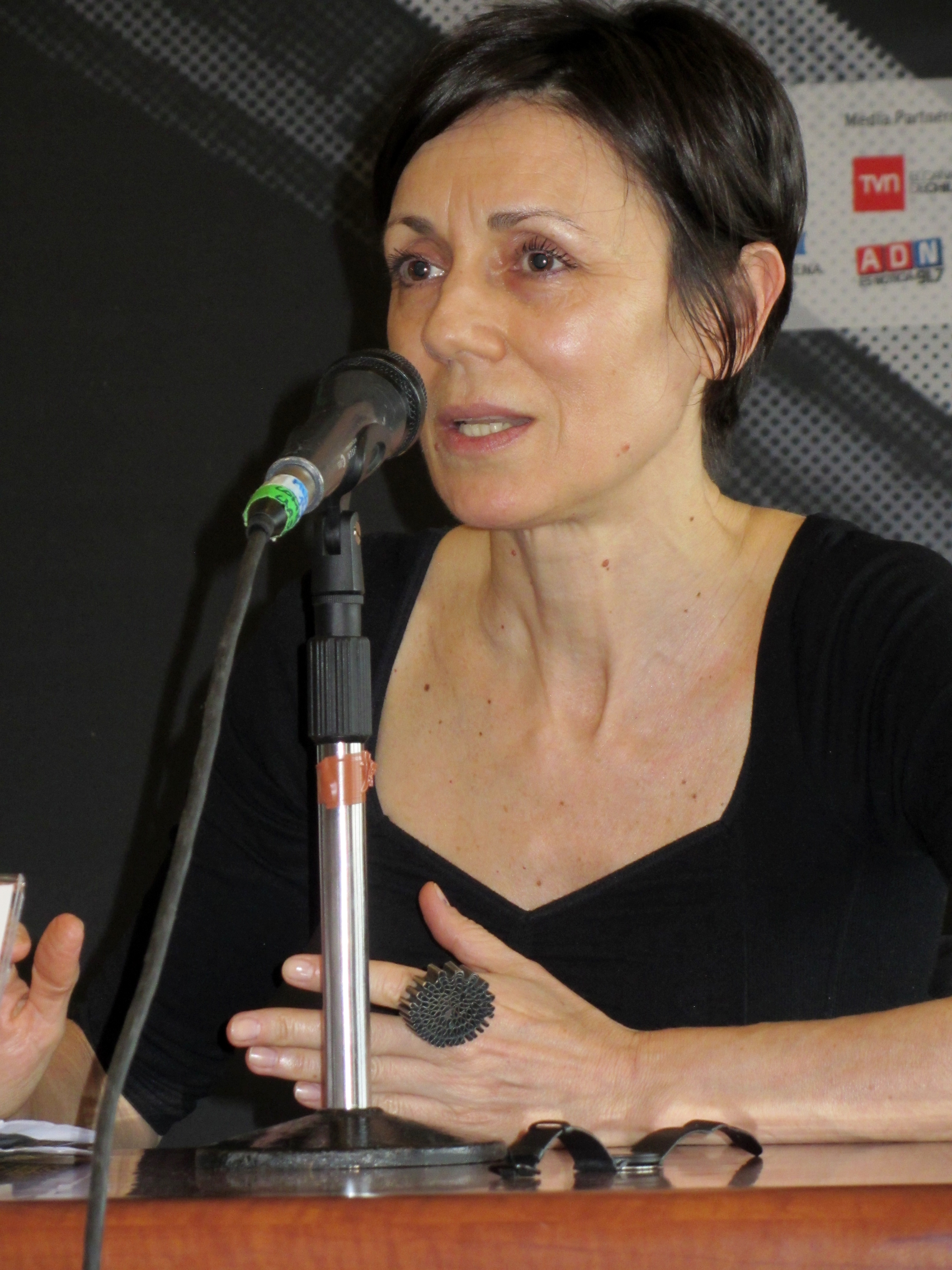
Cristoff, 2015

María Sonia Cristoff (* 1965 in Trelew, Patagonien) ist eine argentinische Schriftstellerin und Journalistin.

## Leben und Werk
María Sonia Cristoff studierte Literatur in Buenos Aires und ist dort seit den 1980er-Jahren als Journalistin für verschiedene argentinische Zeitungen und literarische Magazine tätig. Zudem unterrichtet sie Patagonische Literatur und Kreatives Schreiben.
Neben ihrer Arbeit als Journalistin gehört auch die Beschäftigung mit nicht-fiktionaler Literatur zu den zentralen Elementen von Cristoffs Tätigkeit als Schriftstellerin. Reisen und die Auseinandersetzung mit ihrer Heimatregion Patagonien stehen dabei im Zentrum ihrer Werke.
In ihrem 2012 auf Deutsch erschienenen Kurzroman Unbehaust. Was Menschen mit Tieren machen schildert sie einen Tag, den die Ich-Erzählerin auf der Flucht vor einem „existenziellen Kater“ im Zoo von Buenos Aires verbringt. Halb autobiographisch sinniert diese über ihr Leben in der Literaturszene der argentinischen Hauptstadt, ihre Existenz als Reisejournalistin,  Patagonien und die Lebensbedingungen der Tiere heute.

## Werke
- Acento extranjero. Sudamericana, Buenos Aires 2000.
- Relatos de Patagonia. Cántaro, Buenos Aires 2005.
- Falsa calma. Un recorrido por los pueblos fantasmas de la Patagonia. Seix Barral Argentina, Buenos Aires 2005 (dt.: Patagonische Gespenster. Reportagen vom Ende der Welt. Berenberg-Verlag, Berlin 2010, ISBN 978-3-937834-40-5).
- Unbehaust. Was Menschen mit Tieren machen. Aus dem Spanischen von Peter Kultzen. Berenberg-Verlag, Berlin 2012
- Unter Einfluss. Aus dem Spanischen von Peter Kultzen. Berenberg-Verlag, Berlin 2013
- Lasst mich da raus. Aus dem Spanischen von Peter Kultzen. Berenberg-Verlag, Berlin 2015